# 安德烈·雅罗斯拉维奇

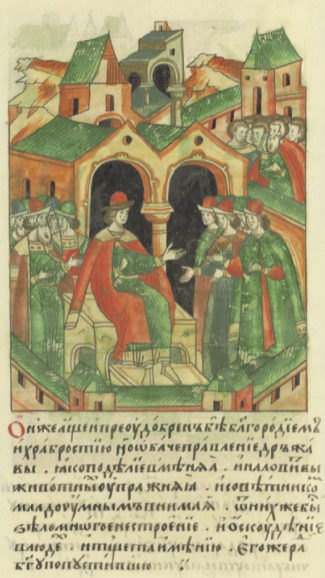
安德烈二世·雅罗斯拉维奇

安德烈二世·雅罗斯拉维奇王公（Андрей Ярославич，約1222年—1264年），雅罗斯拉夫二世·弗谢沃洛多维奇的第三个儿子，他于1249年接替他的叔叔斯维亚托斯拉夫·弗谢沃洛多维奇成为弗拉基米尔大公。三年后，他被蒙古人赶出俄罗斯。